# Munatia Plancina
Munatia Plancina († 33 n. Chr.) war eine römische Adlige der frühen Kaiserzeit und Gattin des syrischen Statthalters Gnaeus Calpurnius Piso. Das Ehepaar wurde beschuldigt, Germanicus, den Neffen und Adoptivsohn des Kaisers Tiberius, vergiftet zu haben. Zuerst freigesprochen, verübte Munatia Plancina nach Wiederaufnahme der Anklage Selbstmord.

## Leben
Die meist ohne ihren Gentilnamen nur als Plancina bezeichnete Munatia Plancina war wahrscheinlich die Tochter eines Munatius, der als Comes des Tiberius bei dessen diplomatischer Mission im Osten agierte. In diesem Fall war sie die Enkelin des Konsuls von 42 v. Chr., Lucius Munatius Plancus, der während der Bürgerkriege mehrmals die Seiten jeweils zu seinem Vorteil gewechselt hatte.
Aufgrund ihrer vornehmen Abstammung trat die reiche Munatia Plancina sehr selbstbewusst auf. Sie war vermutlich die zweite Gattin des Gnaeus Calpurnius Piso. Aus dieser Ehe entsprangen zwei Söhne namens Gnaeus, der später seinen Vornamen in Lucius änderte, sowie Marcus Calpurnius Piso. Mit Livia (Gattin des Kaisers Augustus und Mutter von dessen Nachfolger Tiberius) war Munatia Plancina gut befreundet. Als ihr Gatte 17 n. Chr. Statthalter von Syrien wurde, begleitete sie ihn in seine Provinz. Dort brachen heftige Streitigkeiten aus zwischen dem von seiner Gattin tatkräftig unterstütztem Piso und dem nach seinen Erfolgen in Germanien mit einem außerordentlichen Kommando in den Osten des Imperiums gereisten Germanicus und dessen Gattin Agrippina. Wie diese nahm Munatia Plancina öfters an Truppenparaden teil; außerdem hielt sie beleidigende Reden gegen Germanicus und dessen Gemahlin. Der römische Historiker Tacitus behauptet, dass Munatia Plancina auf geheime Anweisungen Livias gegen Germanicus und Agrippina einschritt. Dieser Bericht dürfte jedoch nicht der Wahrheit entsprechen. Mit einer syrischen Giftmischerin namens Martina soll Munatia Plancina eng bekannt gewesen sein. Sie und ihr Gatte Piso wurden daher verdächtigt, den bald erfolgten Tod des Germanicus (10. Oktober 19 n. Chr.) durch eine Vergiftung verursacht zu haben. Diesen Vorwurf soll auch der sterbende Germanicus erhoben haben. Über dessen Ableben habe sich Munatia Plancina sehr gefreut. Piso wollte dann Syrien mit kriegerischen Mitteln wieder in seinen Besitz bringen und wurde bei diesem Vorhaben von seiner Gattin unterstützt.
Im Herbst 20 n. Chr. kam Munatia Plancina mit ihrem Gatten nach Rom zurück. Das Ehepaar musste sich vor dem Senat wegen seiner möglichen Verwicklung in den Tod des Germanicus verantworten. Angeblich konnten Munatia Plancina „schwerste Verbrechen“ nachgewiesen werden. Weil sich aber ihre mächtige Freundin Livia für sie bei Tiberius einsetzte und ihr Freispruch daher absehbar war, distanzierte sie sich während des Prozesses von ihrem Gatten, weshalb Piso sich tötete. Auch ein erhaltenes Senatskonsult bestätigt, dass Munatia Plancina ihre Straflosigkeit der aufgrund von Livias Einsatz erfolgten Fürsprache des Tiberius verdankte. Nachdem aber Livia verstorben war, hatte Munatia Plancina keine so einflussreiche Beschützerin mehr und musste 33 n. Chr. einer von Tiberius befohlenen Wiederaufnahme der Anklage entgegensehen. Vor dem Urteilsspruch beging sie Selbstmord. Dass ihre Familie zur Zeit der Regierung des Tiberius nur noch wenig geachtet war, dürfte aus der äußerst negativen Charakterisierung ihres Großvaters durch ihren Zeitgenossen, den Historiker Velleius Paterculus, zu erschließen sein.